# Herrenhof
Herrenhof är en kommun och ort i Landkreis Gotha i förbundslandet Thüringen i Tyskland.
Kommunen ingår i förvaltningsområdet Georgenthal tillsammans med kommunerna Emleben och Georgenthal.